# Патријарх српски Пајсије II
Пајсије II је био архиепископ пећки и патријарх српски кратко време током 1758. године. Грк по националности. На трону Пећке патријаршије задржао се веома кратко као и његов претходник патријарх Вићентије Стефановић.
Приликом одласка патријарха пећког Вићентија Стефановића у Цариград, који је после добијања царске потврде одмах умро, пратио га је тада митрополит ужичко-ваљевски Пајсије.
Епископ Пајсије постао је патријарх пећки мимо одлуке Светог архијерејског сабора Пећке патријаршије, али је убрзо затим умро.
Запамћен је као веома благ човек